# Atelier für Sonderaufgaben
Das Atelier für Sonderaufgaben ist ein 1999 in St. Gallen gegründetes klein-künstlerisches Unternehmen zur Realisierung von Kunstprojekten. Es besteht aus den Konzeptkünstlern Patrik und Frank Riklin. Die Zwillingsbrüder (* 17. Dezember 1973) haben beide ein Kunststudium absolviert, sich aber bald vom klassischen Kunstbetrieb abgewandt, um ihre kreativen Ideen kompromisslos umsetzen zu können.

## Wirken

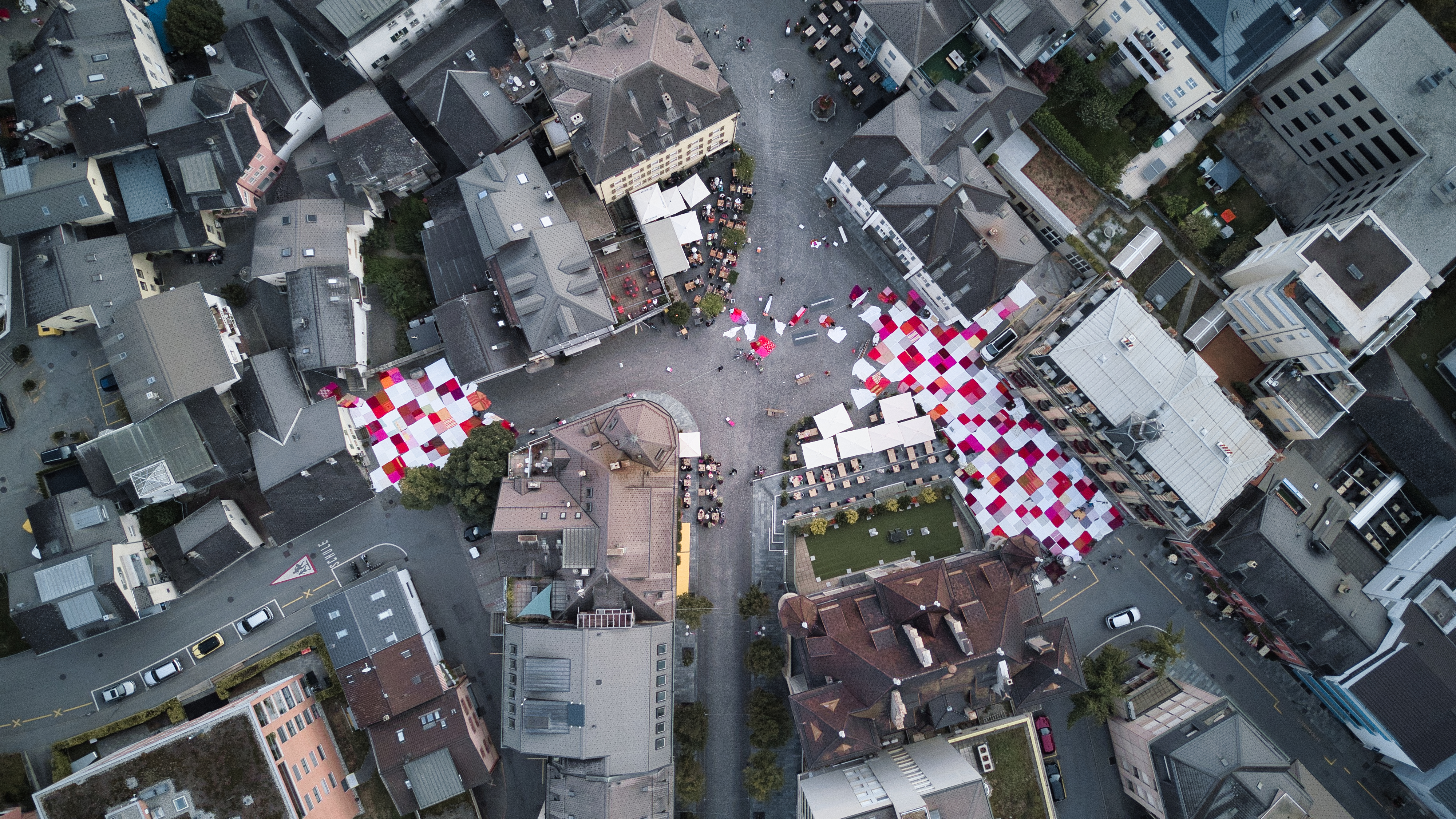
Bignik in Brig, 2024 (am aufräumen, daher unvollständig)

Häufig steht bei ihren Projekten die soziale Interaktion im Vordergrund, so z. B. bei BIGnik und Quatschmobil.
Zum 200-Jahr-Jubiläum des Schweizer Kunstvereins realisierte das Atelier für Sonderaufgaben den Film Die Kunst, das Leben und der Tod.
Für das von ihnen für ein Projekt ersonnene Label Null Stern Hotel (erstmals 2008 in Sevelen und 2009 in Teufen AR realisiert) bekamen sie neben weltweiter Beachtung auch ein Kaufangebot in Millionenhöhe, das sie aber ablehnten. Null-Stern bedeutete anfangs das Übernachten in Bunkern. Im Jahr 2016 wurde das Null-Stern-Hotel neu erfunden: Das erste Null Stern Hotel der neuen Generation im Safiental war nun vollkommen "immobilienbefreit". Die Übernachtung auf diesem Bett unter freiem Himmel kostete nun wegen des hohen Personalaufwandes das zehnfache des alten Bunkerhotels und beinhaltete einen Butlerservice durch lokale Gastgeber. In der Ostschweiz folgten zwei Jahre später weitere "Zero Real Estate"-Übernachtungsmöglichkeiten.
Das vom Auftraggeber Reckhaus GmbH & Co KG in Bielefeld ursprünglich als aussergewöhnliche Werbung für eine Fliegenfalle geplante Kunstprojekt Fliegenretten in Deppendorf inspirierte den Firmeninhaber Hans-Dietrich Reckhaus zu seinem Gütezeichen Insect Respect (R) sowie zu den Büchern Warum jede Fliege zählt (3. Auflage 2018) und Fliegen lassen (Murmann Verlag, 2020). Dieses Projekt war überdies Gegenstand einer Fallstudie von Berit Sandberg und Antje Hering im Rahmen des Forschungsprojektes Arts Push Business – Kunst-Unternehmens-Kooperationen (KUK) als Motor für Wirtschaft und Kunst an der HTW Berlin.
Ihr Buch- und Kunstprojekt Denkpause (2013), das eigentlich als Beitrag zum «Kultursommer Mels» 2010 geplant gewesen war, wurde 2012 vom Kanton St. Gallen mit Fr. 15’000. gefördert (Projektnummer L.12.1.23).
Für die im Zürcher Norden realisierte Arealentwicklung Mehr Als Wohnen diverser Zürcher Wohnbaugenossenschaften durfte das Atelier sich an dem dreiphasigen Kunstprojekt «Neuer Norden Zürich» beteiligen, es entstand ein spezieller «Trinkbrunnen» (Getränkeautomat).
BIGNIK ist ein jährlich wachsendes Kunstprojekt der REGIO Ostschweiz und soll bis ins Jahr 2043 fort geführt werden. Bis zum Ende des Projekts soll eine Picknickdecke für jeden Einwohner periodisch an einem Ort zusammengeführt werden. Die letzte Vereinigung der Decken vor Corona fand 2019 in Trogen AR statt.
2018 lieferten sie einen Beitrag an das Festival Super simple des Schweizerischen Werkbundes.
Im Juni 2020 wurden in St. Gallen die „Zehn Gebote Vol. 2“ in Stein gemeisselt. Die Theologin Veronika Bachmann kritisierte die Aktion wegen fehlender Auseinandersetzung: Sie schrieb „Wer sich künstlerisch daran macht, mit grossen Traditionen in einen Dialog zu treten, sollte diese Traditionen kennen“ und monierte im Speziellen die Verbreitung der Firmenideologie des Unternehmens fyooz.
Per Zug reisten die 10 Steinplatten danach nach Zürich und wurden im Schanzengraben versenkt. Die Stadt erliess daraufhin einen Räumungsbefehl, worauf die Steinplatten Kunstasyl beantragten. Das Museum für Kommunikation Bern gewährte den Platten Asyl. Für den Transport von Zürich nach Bern im Sommer 2021 wurde eine Sackkarren-Performance mit Freiwilligen gewählt.

## Projekte (Auswahl)
- 2004: Kleinstes Gipfeltreffen der Welt.[18]
- 2007: Stadttelefon[19][20]
- 2011: Fliegenretten in Deppendorf. Deppendorf/St. Gallen[21]
- 2013: Trinkbrunnen im Zürcher Hunziker-Areal (Leutschenbach)[22]
- 2015: FREITAG AD ABSURDUM feat. Frank & Patrik Riklin. Die Freitag-Brüder hatten dafür vom Musée cantonal de design et d’arts appliqués contemporains (mudac) in Lausanne carte blanche erhalten.
- 2016: Planet B. 100 Ideen für eine neue Welt, Gruppenausstellung im NRW-Forum Düsseldorf, kuratiert von Alain Bieber
- 2016: Null Stern Hotel im Rahmen der Art Safiental[23]
- 2017: Direktmacheting.[24]

## Familie
Die Brüder sind die zwei jüngsten von insgesamt sechs Kindern. Die Mutter Ursula Ricklin studierte Romanistik, Germanistik und Musikwissenschaften. Danach widmete sie sich der Familie. Der Vater Alois Riklin lehrte als Professor und später als Rektor an der Hochschule St. Gallen Politikwissenschaften.